# Mount Kisco (Nowy Jork)
Mount Kisco – miasto w Stanach Zjednoczonych, w stanie Nowy Jork, w hrabstwie Westchester.